# إدغار خوسيه أزار
إدغار خوسيه أزار (بالإسبانية: Edgar Elías Azar)‏ هو محامي ومحامي مكسيكي، ولد في 7 أغسطس 1946 في ولاية غيريرو في المكسيك.